# 中村来生
中村 来生（なかむら らいせい、2003年5月6日 - ）は、富山県高岡市出身のプロ野球選手（投手）。右投左打。

## 経歴

### プロ入り前
高岡市立志貴野中学校時代は軟式野球部に所属。
高岡第一高等学校では、2年生の秋季大会前に腰椎分離症を発症しベンチ入りメンバーから外れた。その年の冬は体力作りに励み、3年の春季県大会でエースとして復帰。1回戦で滑川を完封するなど県大会優勝に大きく貢献したが、続けて出場した春季北信越大会は初戦で新潟明訓にコールド負けを喫した。夏の県大会は決勝に進出し、40年ぶりの夏出場にあと1歩まで近づいたが、決勝で高岡商に敗れ甲子園出場はならなかった。
2021年10月11日に開催されたプロ野球ドラフト会議では、広島東洋カープから育成選手ドラフト3位指名を受け、支度金290万円・年俸250万円という条件で入団した（金額は推定）。背番号は128。

### 広島時代
2022年は、ウエスタン・リーグで3試合に登板し、0勝0敗、防御率13.50を記録した。
2023年は、ウエスタン・リーグで5試合に登板し、1勝0敗、防御率10.80を記録。10月5日に戦力外通告を受けた。

### 広島退団後
広島退団後は、アメリカ合衆国アリゾナ州を拠点に活動するトラベリングチームであるアジアンブリーズに参加。中村は参加理由について「日本以外の野球も見てみたい、そしてその国でやってみたい」とコメントした。

### マーリンズ傘下時代
2024年5月18日、アジアンブリーズでの好投が認められ、マイアミ・マーリンズとマイナー契約を結んだことが発表された。ルーキー級に分類されるドミニカン・サマーリーグで11試合に登板し、1勝1敗、防御率14.21の成績だった。

## 選手としての特徴
190cmの長身から投げ下ろす角度のある直球とスライダーが特徴の右腕。プロ入り時点の最速は145km/h。

## 詳細情報

### 背番号
- 128（2022年 - 2023年）